# 國際基甸會
國際基甸會是一個福音派基督教組織，1899年在美國威斯康星州成立。基甸會的主要活動是免費分發《聖經》紙本。這是個分發《聖經》的全球性組織，在大約在200個國家/地區實施，這些聖經以100多種語言印發。基甸會的成員專注於分發整本的《聖經》、《新約聖經》或是部分內容的《聖經》。基甸會以放置在旅館房間的《聖經》而聞名，基甸會還分發《聖經》給醫院和其他醫療機構、學校和大學以及看守所和監獄。該組織的名字，來自於《士師記》第6章所描述的聖經人物基甸。

## 外部連結
- The Gideons International official site （页面存档备份，存于）
- 國際基甸會香港分會（Gideons International Hong Kong） （页面存档备份，存于）
- 國際基甸會中華民國總會（台中） （页面存档备份，存于）
- 國際基甸會中華民國總會（Facebook） （页面存档备份，存于）
- . MinistryWatch.com. 2012  [August 7, 2012]. （原始内容存档于2012-08-18）.